# Serrallonga (Espinelves)
Serrallonga és una masia d'Espinelves (Osona) inclosa a l'Inventari del Patrimoni Arquitectònic de Catalunya.

## Descripció
Edifici civil. Masia de planta rectangular (10 x 6 m), coberta a dos vessants i amb el carener perpendicular a la façana, situada a migdia. Consta de planta baixa i pis. La façana presenta dos portals rectangulars amb llinda de fusta entre les quals sobresurt un cos adossat (2 x 2 m), que correspon al forn. Al primer pis hi ha dues finestres amb llinda de fusta. Les façanes est i nord són cegues, i l'oest presenta una finestra a la planta baixa i una al primer pis. Al nord i al sud no hi ha ràfecs, mentre que a l'est i a l'oest sobresurten una mica.
El vessant est està pràcticament aterrat, es comencen a deteriorar els murs i les bardisses estan envaint tot l'edifici.

## Història
Masia situada al marge esquerre del torrent de Serrallonga, a la zona anomenada "Perxades de Serrallonga", que degué donar el nom a la masia.
Els troba prop del nucli i, malgrat que no tenim cap dada documental ni constructiva, és possible que es construís en el moment d'expansió del municipi, entre els segles XVII i XVIII. Actualment pateix, com altres cases del terme, l'abandonament del món rural.